# Asiarch
Ein Asiarch (griechisch Ἀσιάρχης, wörtlich „Herrscher von Asia“) übte eine herausgehobene Funktion in der römischen Provinz Asia aus, deren Natur allerdings nicht völlig klar ist. Vermutlich waren die Asiarchen die jährlichen Bevollmächtigten der bedeutendsten Städte der Provinz, die dem Provinziallandtag (koinon) vorstanden sowie die öffentlichen Spiele zu Ehren der Götter und der römischen Kaiser (Kaiserkult) anordnen und auf ihre Kosten ausführen mussten. Sie hatten ihren Sitz in den Städten, in denen diese Festspiele stattfanden und die Tempel der betreffenden Götter standen, z. B. in Ephesos oder Pergamon. Sie wurden von den Städten gewählt und vom Prokonsul bestätigt. Asiarchen sind aus zahlreichen Inschriften bekannt, finden aber auch im Neuen Testament sowie im Martyrium Polykarps Erwähnung.
In der Forschung umstritten ist die Identität der Asiarchen mit den „Hohepriestern der (Provinz) Asia“ (archiereus tes Asias), deren kultisches Amt in zahlreichen Inschriften ebenfalls mit dem Kaiserkult in ausgewählten Städten verbunden ist. Während die meisten Wissenschaftler die traditionelle Auffassung vertreten, dass Asiarch und archiereus zwei Bezeichnungen für dasselbe Amt sind, gehen einige Forscher davon aus, dass die Asiarchen im Gegensatz zu den Hohepriestern ein lokales Amt bekleideten.
Den Asiarchen entsprachen in anderen römischen Provinzen der östlichen Reichshälfte die Bithyniarchen, Galatarchen oder Lykiarchen.